# Paul Wotton
Pour les articles homonymes, voir Wotton.
Paul Wotton est un footballeur professionnel anglais, né le 17 août 1977 à Plymouth reconverti entraîneur.

## Palmarès
- Championnat d'Angleterre de football D3 : 2002
- Championnat d'Angleterre de football D4 : 2004
- Football League Trophy : 2010